# (21688) 1999 RK37
1999 أر كي 37 (ويعرف أيضًا باسم (21688) 1999 أر كي 37 وفق تسمية الكوكب الصغير) (بالإنجليزية: 1999 RK37)‏ هو كويكب ضمن حزام الكويكبات؛ وترتيبه 21688 من حيث الاكتشاف.
اكتُشف هذا الجُرم الفلكي بواسطة بحث لنكولن عن الكويكبات القريبة من الأرض في 11 سبتمبر 1999.

## وصلات خارجية
- (21688) 1999 RK37 في قاعدة بيانات مختبر الدفع النفاث لأجرام النظام الشمسي الصغيرة

- الاكتشاف · مخطط المدار ·  العناصر المدارية · المعلمات المادية

- (21688) 1999 RK37 على موقع ويكي سكاي: DSS2, SDSS, GALEX, IRAS, Hydrogen α, X-Ray, Astrophoto, Sky Map, Articles and images